# Абдуллозода, Джамолиддин
Джамолиддин Абдулло Абдуллозода (Джамолиддин Абдуллоевич Абдуллоев, тадж. Ҷамолиддин Абдулло Абдуллозода, род. 9 декабря 1966, Дангаринский район) — таджикский государственный деятель, политик и врач. Член Народно-демократической партии Таджикистана (НДТП). Доктор медицинских наук. Действующий министр здравоохранения и социальной защиты Таджикистана с 5 мая 2020 года. Профессор Таджикского государственного медицинского университета (ТГМУ) имени Абуали ибн Сино. Награждён медалью «Милосердие» (тадж. Шафқат, 2009). «Отличник здравоохранения Республики Таджикистан» (2008), Заслуженный работник Республики Таджикистан (2015).

## Биография
Родился 9 декабря 1966 года в Дангаринском районе (ныне Хатлонской области).
Окончил среднюю школу в родном кишлаке. В 1989 году окончил Таджикский государственный медицинский университет (ТГМУ) имени Абуали ибн Сино. Интернатуру проходил в Городской клинической больнице № 5 в Душанбе.
В 1990—1991 гг. работал врачом-хирургом в Городской больнице № 7 при Медицинском центре «1-й Советский»). В 1992—1998 гг. работал врачом-ординатором в хирургическом отделении, в 1998—2008 гг. заведующим хирургическим отделением, в 2008—2014 гг. — главным врачом в Городской клинической больнице № 3 Душанбе. В марте 2014 года назначен главным врачом Городской клинической больницы скорой медицинской помощи города Душанбе. 17 марта 2017 года решением мэра Душанбе Рустама Эмомали назначен директором государственного медицинского оздоровительного центра «Истиклол» (тадж. Маҷмааи тандурустии «Истиқлол»).
В 2002 году защитил кандидатскую диссертацию. В 2011 году защитил докторскую диссертацию по теме «Комплексная диагностика и хирургическая коррекция рефлюкс-эзофагита и рефлюкс-гастрита при желчнокаменной болезни».
Ассистент в 2002—2007 гг., затем доцент кафедры общей хирургии № 2, в 2008—2014 гг. — заведующий кафедрой, профессор и преподаватель Таджикского государственного медицинского университета (ТГМУ) имени Абуали ибн Сино.
Автор более 351 научных статей и 8 монографий. В 2017 году издательством LAP Lambert Academic Publishing опубликована книга «Глубокий ожог нижних конечностей», соавтором которой выступил Джамолиддин Абдуллозода.
Является депутатом Шахмансурского районного меджлиса города Душанбе.
5 мая 2020 года указом президента Таджикистана Эмомали Рахмона назначен министром здравоохранения и социальной защиты. Сменил Насима Олимзоду.
Женат, имеет четверых детей.